# Jacques Cresta
Jacques Cresta, né le 16 février 1955 à Alger (Algérie) et mort le 12 octobre 2022 à Cabestany, est un homme politique français, membre du Parti socialiste.

## Biographie
Jacques Cresta est né à Alger en 1955 d'un père employé de banque et d'une mère au foyer. Sa famille déménage en 1962 à Lyon, puis Compiègne et enfin Perpignan en 1965. Il est élève au lycée François-Arago, où il rencontre sa future épouse Josy, puis il étudie l'économie à l'université de Perpignan. Il travaille ensuite pour la Caisse d'allocations familiales.
Jacques Cresta entame sa carrière politique en adhérant au Parti socialiste (PS) en 1980, où il occupe rapidement diverses responsabilités. Son engagement, d'abord étudiant puis professionnel, se traduit en 1983 par la création de l'AVIP, une des premières associations d'aide aux victimes de la délinquance.
Il est élu, en 2002, premier secrétaire de la fédération catalane du Parti socialiste, fonction à laquelle il a été réélu à trois reprises. 
Jacques Cresta est élu, l'année suivante, conseiller municipal de Cabestany où il est responsable du pôle « Circulation et Cadre de vie » à partir de 2006.
Après avoir été exclu du PS pour avoir soutenu Georges Frêche, avec 57 autres personnalités, il est finalement réélu conseiller régional.
Membre depuis 2010 du conseil régional de Languedoc-Roussillon dont il est le 15e vice-président, Jacques Cresta est élu député lors des législatives de 2012 dans la première circonscription des Pyrénées-Orientales. À l'Assemblée, il siège à la commission des affaires étrangères et des affaires européennes.
Candidat à la mairie de Perpignan en 2014, il ne recueille que 11,87 % des voix. Il ne participe pas au second tour afin de laisser sa chance au candidat UMP face au candidat FN. Cette situation électorale fait que la gauche n'est depuis plus représentée au conseil municipal.
Il parraine Emmanuel Macron pour l'élection présidentielle de 2017 et ne se représente pas aux élections législatives de juin 2017.
Le 12 octobre 2022, il meurt à Cabestany des suites d'une longue maladie.

## Mandats
Mandats nationaux
- 20 juin 2012 - 18 juin 2017 : député de la 1re circonscription des Pyrénées-Orientales. Il occupe le siège no 533 à l'Assemblée nationale[1].

Mandats locaux
- 2003-2008 et 2010-2012 : conseiller municipal de Cabestany
- 2004-2015 : conseiller régional de Languedoc-Roussillon
  - 2010-2015 : 15e vice-président, chargé des lycées et de l'éducation

## Fonctions
Fonctions passées
- 28 juin 2012 - 6 mai 2014 : Membre de la commission des affaires étrangères ;
- 3 juillet 2014 - 19 décembre 2014 : Membre de la commission spéciale pour l'examen du projet de loi relatif à la simplification de la vie des entreprises ;
- 14 mai 2013 - 8 octobre 2013 : Membre de la commission d'enquête relative aux éventuels dysfonctionnements dans l'action du Gouvernement et des services de l'État, entre le 4 décembre 2012 et le 2 avril 2013, dans la gestion d'une affaire qui a conduit à la démission d'un membre du Gouvernement.